# Eisenschmitt
Eisenschmitt là một thị trấn ở bang Rheinland-Pfalz phía tây nước Đức.
Diện tích là 10,84 km2, dân số cuối năm 2006 là 324 người. Khu vực này được đề cập lần đầu trong tài liệu vào năm 1372 với tên "Yssensmyt uff der Salmen".